# Dōtō-Autobahn
Die Dōtō-Autobahn (jap. 道東自動車道, Dōtō jidōshadō, dt. „Ost-Hokkaidō-Autobahn“) ist eine Autobahn in Japan. Die Autobahn ist mit 1 × 2 Fahrspuren ausgestattet und bildet eine Ost-West-Route auf der nördlichen Insel Hokkaidō, von Chitose südlich von Sapporo nach Kushiro, einer größeren Stadt auf dem östlichen Teil von Hokkaidō. Die Straße ist 201 Kilometer lang. Von Chitose-Eniwa trägt sie die Nummer E38 und anschließend die Nummer E61.

## Straßenbeschreibung
In der Stadt Chitose südlich von Sapporo, beginnt die Dōtō-Autobahn an einer Kreuzung mit der Hokkaidō-Autobahn. Die Autobahn ist eine 1×2-Spurenstraße, das bedeutet, dass die Straße Überführungen, aber nur eine Fahrbahn mit zwei Fahrspuren besitzt. Die Straße verläuft im Osten durch ein flaches Gebiet. Die Berge sind hier bis zu 1900 Meter hoch und das Gebiet ist stark bewaldet mit nur wenigen Orten. Dieser Abschnitt hat auch eine Reihe von Tunneln, einschließlich des Honbetsu-Tunnels, der 4332 m lang ist und des Daiichi-Karikachi-Tunnes, der 2351 m lang ist und der mit 626 Metern über dem Meeresspiegel auch der höchste Punkt der Autobahn auf Hokkaidō ist. Dann folgt die Stadt Obihiro ein flacher landwirtschaftlicher Teil und die Straße biegt hier nach Nordosten ab. Die Hauptstrecke wird als Nemuro-Strecke (根室線, Nemuro-sen) bezeichnet. In Honbetsu teilt sich davon die Abashiri-Strecke (網走線, Abashiri-sen), die ab Ashoro zur Kitami-Straße (北見道路, Kitami-dorō) wird, die wiederum eine Umgehungsstraße der Nationalstraße 39 ist. Östlich von Honbetsu führt die Straße durch eine bergige Gegend. Die Route wird an der Hafenstadt Kushiro enden.

## Geschichte
Die Dōtō-Autobahn ist relativ neu. Am 30. Oktober 1995 eröffnete der erste Teil bei Tokachi-Shimizu im mittleren Teil. Am 10. Juli 1999 folgte der westliche Teil der Hokkaidō-Autobahn von Chitose nach Yubari. Am 15. März 2003 eröffnete der Teil bei Obihiro, wodurch der Verkehr nicht mehr durch die Stadt geführt werden musste. Später in diesem Jahr, am 8. Juni, wurde das Teilstück bei Honbetsu eröffnet. Im Jahr 2009 wurden einige Teile zwischen Chitosan und Obihiro eröffnet.

## Eröffnungsdaten der Autobahnabschnitte
| von                        | nach                       | Länge | Datum      |
| -------------------------- | -------------------------- | ----- | ---------- |
| Tokachi-Shimizu 十勝清水IC | Ikeda                      | 50 km | 30.10.1995 |
| Chitose-Eniwa              | Yubari 夕張IC              | 42 km | 07.10.1999 |
| Ikeda                      | Honbetsu 本別IC            | 19 km | 08.06.2003 |
| Honbetsu 本別IC            | Ashoro                     | 13 km | 08.06.2003 |
| Tomamu トマムIC            | Tokachi-Shimizu 十勝清水IC | 21 km | 21.10.2007 |
| Shimukappu 占冠IC          | Tomamu トマムIC            | 26 km | 24.10.2009 |
| Honbetsu 本別IC            | Urahoro 浦幌IC             | 8 km  | 21.11.2009 |
| Yubari 夕張IC              | Shimukappu 占冠IC          | 34 km | 29.10.2011 |
| Urahoro 浦幌IC             | Shiranuka 白糠IC           | 26 km | 29.03.2015 |
| Shiranuka 白糠IC           | Akan 阿寒IC                | 14 km | 12.03.2016 |
| Tomamu トマムIC            | Tokachi-Shimizu 十勝清水IC | 21 km | 29.03.2019 |
| Shimukappu 占冠IC          | Tomamu トマムIC            | 26 km | 31.03.2020 |

## Verkehrsaufkommen
Das Verkehrsaufkommen auf der Dōtō-Autobahn ist sehr niedrig, was keinen weiteren Ausbau zu einer 2×2-Autobahn nötig macht. Die verkehrsreichsten Punkt ist zu Beginn am Hokkaidō-Autobahn, wo 2500 Fahrzeuge pro Tag fahren. Diese sinkt auf 1600 Fahrzeuge bei Obihiro und nur 600 Fahrzeuge pro Tag bei Honbetsu.

## Ausbau der Fahrbahnen
| von               | nach     | Länge  | Fahrspuren |
| ----------------- | -------- | ------ | ---------- |
| Hokkaidō-Autobahn | Honbetsu | 201 km | 1 × 2      |